# Lal Bahadur Shastri
Lal Bahadur Shastri (2 octobre 1904 – 11 janvier 1966), est un homme d'État indien, le deuxième Premier ministre de l'Inde et une importante figure de la lutte pour l'indépendance.

## Biographie
Lal Bahadur naît à Moghalsarai, près de Bénarès. Il abandonne ses études pour participer au mouvement de désobéissance civile lancé par Gandhi en 1921. Il reçoit le titre de Shastri — celui qui fait, un des noms de Brahma — à Kashi Vidya Peetha en 1926. Il passe neuf années de sa vie dans les geôles britanniques, la plus grande partie après le mouvement Satyagraha lancé en 1940 ce qui lui vaut de rester en prison jusqu'en 1946. 
Après l'indépendance, il est élu secrétaire général du parti du Congrès en 1952, puis devient ministre des Chemins de fer de 1952 à 1956, année où il démissionne à la suite d'une catastrophe ferroviaire près d'Ariyalur. Après les élections législatives, il retourne au gouvernement où il occupe le poste de ministre des Transports de 1957 à 1961, puis celui de ministre de l'Intérieur de 1961 à 1963.
Jawaharlal Nehru meurt le 27 mai 1964, laissant le pouvoir vacant après dix-sept ans à la tête du gouvernement. Le Congrès, incapable de lui choisir un successeur parmi ses membres les plus influents, trouve en Lal Bahadur Shastri un candidat de compromis. Il devient Premier ministre le 9 juin. 
Le problème majeur reste le Pakistan, l'ONU a permis aux combats le long du Rann de Kutch de s'arrêter, mais le conflit refait surface au Jammu-et-Cachemire. La deuxième guerre indo-pakistanaise commence et les forces indiennes atteignent Lahore avant la signature d'un cessez-le-feu.
En janvier 1966, Lal Bahadur Shastri et le président du Pakistan Muhammad Ayub Khan assistent à un sommet organisé à Tachkent par Alexis Kossyguine, alors président du conseil des ministres de l'Union soviétique dans le but de trouver une solution pacifique à la guerre indo-pakistanaise de 1965. Lal Bahadur Shastri signe la Déclaration de Tachkent avec le Pakistan le 10 janvier, mais il meurt le jour suivant d'un infarctus. Certaines personnes allèguent un complot derrière sa mort.
Tsepon W.D. Shakabpa rapporte au Dalaï Lama que Lal Bahadur Shastri lui avait fait part, lors d'un entretien en 1966, du fait que l'Inde avait décidé de reconnaître le gouvernement tibétain en exil à son retour de Tachkent,,.
Lal Bahadur Shastri a reçu à titre posthume la Bharat Ratna et un mémorial est bâti pour lui à Delhi.
En 2014, le dalaï-lama annonce la publication d'un livre sur la biographie de Lal Bahadur Shastri d'Anil Shastri (en) et de Pavan Choudary (en).